# Петък вечер
„Петък вечер“ е български игрален филм (драма) от 1986 година на режисьора Людмил Кирков, по сценарий на Чавдар Шинов, по романа му „Дъждовна вечер“. Оператор е Димо Минов. Музиката във филма е композирана от Кирил Дончев.

## Сюжет
Петък вечер. Предстоят два почивни дни, в които пет жени ще могат да помислят за себе си, освободени от служебните задължения. Вера и съпругът ѝ, по прякор Микроба, се опитват отчаяно да открият сред еднаквите панелни сгради техния новостроящ се апартамент. Митко и жена му искат да си набавят зеле за зимнина от кооперативния блок, с цената на унижение. Цецка се приготвя за среща с поредния престижен ухажор. Екатерина трябва да преглътне изневярата на мъжа си и да свикне с мисълта, че младостта е отлетяла. В тази дъждовна есенна вечер на всяка една от тях се случва нещо, което е по някакъв начин съдбовно за тях, а всъщност погледнато отстрани, това е естественият ход на живота.

## Състав

### Актьорски състав
| Изпълнител                                      | Роля                            |
| ----------------------------------------------- | ------------------------------- |
| Мария Стефанова                                 | Екатерина (Катя) Хлебарова      |
| Елена Райнова                                   | Дечева, жената на Митко         |
| Маргарита Пехливанова                           | Вера                            |
| Ернестина Шинова                                | Цецка Милушева                  |
| Велко Кънев                                     | Митко                           |
| Стефан Мавродиев                                | Първан Коцев-Микроба            |
| Мартина Вачкова                                 | Моца                            |
| Мария Каварджикова                              | Яна                             |
| Стефан Илиев                                    | Началникът Стоянов              |
| Иван Несторов                                   | Хлебаров, съпругът на Екатерина |
| Борислав Иванов                                 | Пазачът с пушката               |
| Павел Поппандов                                 | Непознатият на гарата           |
| Георги Мамалев                                  | Таксиметровият шофьор           |
| Люба Алексиева                                  | Леля Дочка                      |
| Мариана Хаджихристова                           |                                 |
| Адриана Палюшева                                | Колежката на Микроба            |
| Албена Хаджиева                                 |                                 |
| Кирил Господинов                                | Началникът Желязото             |
| Иван Джамбазов                                  | Съседът Дано                    |
| Георги Георгиев – Гочето (като Георги Георгиев) |                                 |
| Владимир Давчев                                 | портиерът                       |
| Добри Добрев                                    | Колега на Микроба               |
| Иван Попов                                      |                                 |
| Стефан Митев                                    |                                 |

### Творчески и технически екип
| Режисьор           | Людмил Кирков                                                                                        |
| Сценарий           | Чавдар Шинов                                                                                         |
| Оператор           | Димо Минов                                                                                           |
| Художник           | Иван Апостолов                                                                                       |
| Костюми            | Дориана Вучкова                                                                                      |
| Грим               | Иванка Горшинина                                                                                     |
| Музика             | Кирил Дончев                                                                                         |
| Звук               | Михаил Витанов                                                                                       |
| Монтаж             | Албена Катеринска Зоя Кирчева София Бурнарска                                                        |
| Редактор           | Мая Даскалова                                                                                        |
| Втори режисьор     | Стойчо Шишков                                                                                        |
| Втори оператор     | Георги Тупаров                                                                                       |
| Асистент-режисьори | Владимир Ястреба Маргарита Кадиева                                                                   |
| Асистент-оператори | Илия Вучков Чавдар Витанов Иво Пейчев                                                                |
| Реквизит           | Ирен Кузова                                                                                          |
| Цветен четец       | Евгения Якимова                                                                                      |
| Осветление         | Иван Андреев                                                                                         |
| Фарт               | Димитър Пиринчиев                                                                                    |
| Фотограф           | Соня Велева                                                                                          |
| Организатори       | Роберт Герасимов Лина Бончукова Рубин Спасов                                                         |
| Директор           | Янко Мутафчиев                                                                                       |
| Distributed by     | БЪЛГАРСКА КИНЕМАТОГРАФИЯ Студия за игрални филми „БОЯНА“ Втори творчески колектив /Copyright © 1986/ |

## Награди
- Наградата за музика на СБФД, (1987).